# 趙倪生
趙倪生（Bryan Chio），原名趙志強，是澳門的歌手及歌唱導師。他從小就對歌唱表演擁有熱情，並不時參加各大大小小的歌唱比賽，亦有獲得奬項的肯定。他早年曾簽約澳門Vocanimals Music唱片公司，展開了他音樂生涯的精彩旅程。
在2003年，趙倪生舉辦了難忘的Bryan P2P音樂會，同年推出了他的首張個人EP《彈》，在音樂界引起極大迴響。他的音樂作品充滿豐富的情感和獨特的風格，展現了他對音樂的深刻理解和熱愛，其後亦相繼推出多支單曲作品。
其中，與杜俊偉合唱歌曲「友＝舞」於2004年第二屆澳廣視至愛新聽力擠得銀獎，歌曲「神愛世人」更在2006年第四屆澳廣視至愛新聽力中榮獲銅獎，彰顯了他卓越的音樂才華。此外，趙倪生的個人創作歌曲還包括《伊甸園》、《隨風飄》、《友＝舞》、《友誼永固》，當中亦有為其他歌手創作歌曲，包括《迷途曙光》、《救我》等。
作為唱導師，趙倪生致力於培養新一代的歌唱表演人才，將他的豐富經驗和熱情傳授給學子們。他的教學風格深受學生喜愛，為學員們打開了通向音樂世界的大門。
在他的歌曲作品中，包括《相識人》、《心病》、《友誼永固》、《隨風飄》、《海床》、《友=舞》、《他愛她愛他》、《快樂時光》、《神愛世人》、《伊甸園》、《沒有你的聖誕》（國語）等，每一首都是他對音樂藝術表達的結晶。其中，《三十七計》和《別哭》亦深受樂迷喜愛之作。
MV
海床
https://www.youtube.com/watch?v=fRA_1MwQ7Yk

## 外部連結
- VocanimalsMusic （页面存档备份，存于）
- 朝拜人